# Espaços de Hölder
Em matemática, sobretudo na análise funcional e na teoria das equações diferenciais, os espaços de Hölder espaços vectoriais formados por funções contínuas que apresentam certas condições adicionais de regularidade. O espaço tem esse nome em homenagem ao matemático alemão Otto Hölder.
Mais do que simplesmente classes de regularidade, os espaços de Hölder por si mesmos possuem propriedades algébricas importantes: são  espaços normados completos na métrica induzida por sua norma, ou seja, são espaços de Banach.

## Definições
Seja {\displaystyle U\subseteq \mathbb {R} ^{n}\,} um conjunto aberto e {\displaystyle \gamma \in (0,1]\,} um número real. Uma função {\displaystyle f:U\to \mathbb {R} \,} é dita Hölder-contínua com expoente {\displaystyle \gamma \,} se existir uma constante real {\displaystyle C\,} tal que:
{\displaystyle \left|f(x)-f(y)\right|\leq C|x-y|^{\gamma },\ \ \forall \ x,y\in U.}
Em particular, observe que, para {\displaystyle \gamma =1\,}, o critério coincide com o de função Lipschitz contínua.
Nestas condições, podemos definir a {\displaystyle \gamma \,}-ésima semi-norma de Hölder como: 
{\displaystyle [f]_{C^{0,\gamma }(U)}=\sup _{\stackrel {x,y\in U}{x\neq y}}{\dfrac {|f(x)-f(y)|}{|x-y|^{\gamma }}}.}
Além disso, perceba também que se {\displaystyle f\,} for ainda uma função limitada em {\displaystyle U\,}, então a norma do supremo está bem definida
{\displaystyle \|f\|_{C^{0}(U)}=\sup _{x\in u}|f(x)|<\infty .}
Logo, a {\displaystyle \gamma \,}-ésima norma de Hölder é definida como
{\displaystyle \|f\|_{C^{0,\gamma }(U)}=\|f\|_{C^{0}(U)}+[f]_{C^{0,\gamma }(U)}.}
O espaço de Hölder {\displaystyle C^{k,\gamma }(U)\,} consiste de todas as funções {\displaystyle f:U\to \mathbb {R} ^{n}\,} que pertencem ao espaço {\displaystyle C^{k}(U)\,} das funções k vezes continuamente diferenciáveis para as quais a norma
{\displaystyle \|f\|_{C^{k,\gamma }(U)}=\sum _{|\alpha |\leq k}\|D^{\alpha }f\|_{C^{0}(U)}+\sum _{|k|=\alpha }[D^{\alpha }f]_{C^{0,\gamma }(U)}\,}
é finita, onde {\displaystyle \alpha =(\alpha _{1},\ldots ,\alpha _{n})\,} é um multi-índice cuja ordem é dada por {\displaystyle |\alpha |=\alpha _{1}+\cdots +\alpha _{n}}
e sua derivada de ordem {\displaystyle \alpha \,} é determinada por
{\displaystyle D^{\alpha }f(x)={\frac {\partial ^{|\alpha |}f(x)}{\partial x_{1}^{\alpha _{1}}\cdots \partial x_{n}^{\alpha _{n}}}}.}

## Exemplos
A função
{\displaystyle {\sqrt {x}}} definida em {\displaystyle [0,3]} é Hölderiano para cada um {\displaystyle \alpha \leq {1 \over 2}}.